# Paradoxa de les fulles de te

La línia blava és el flux secundari que empeny les fulles de te al mig del fons.

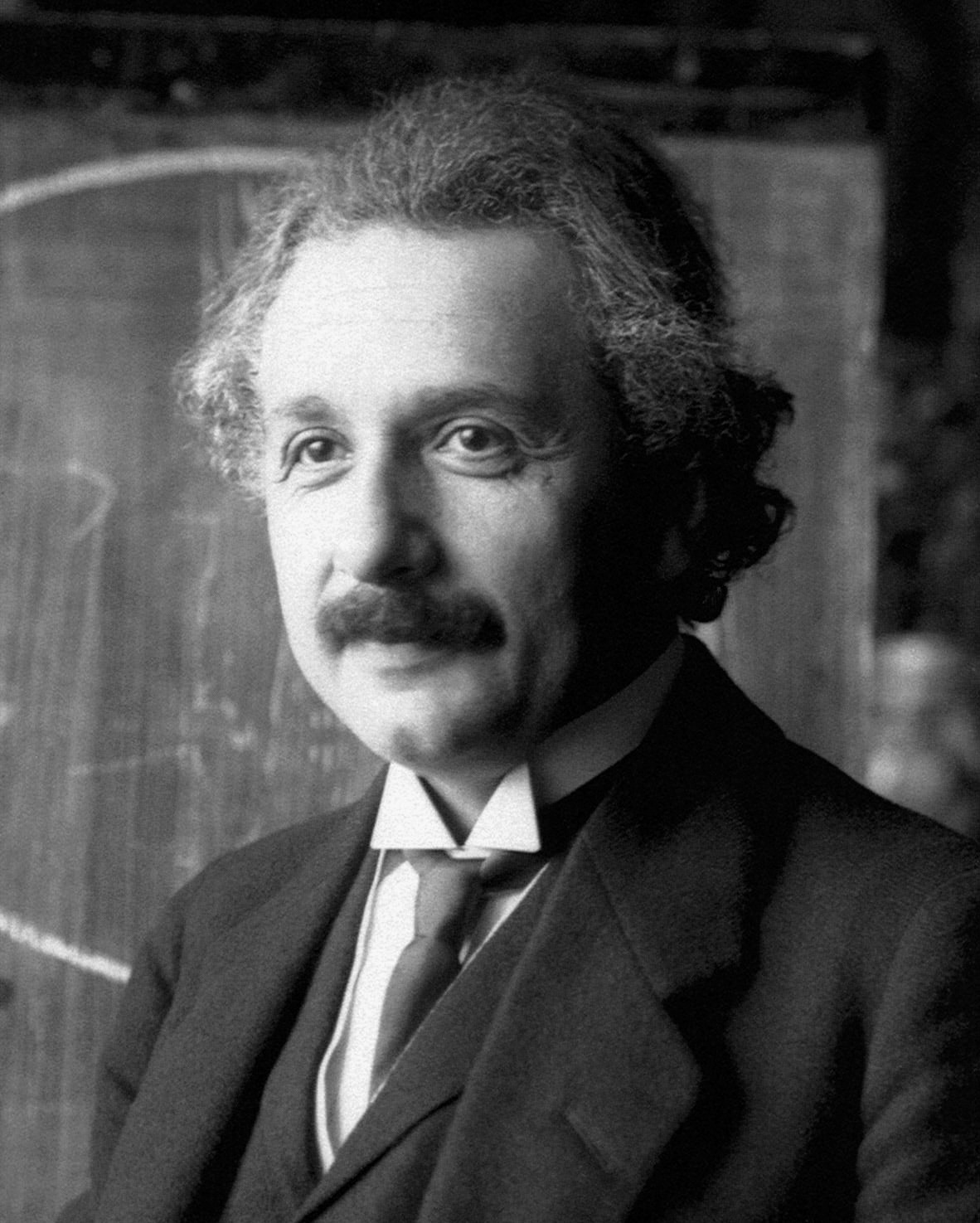
Albert Einstein va solucionar la paradoxa el 1926.

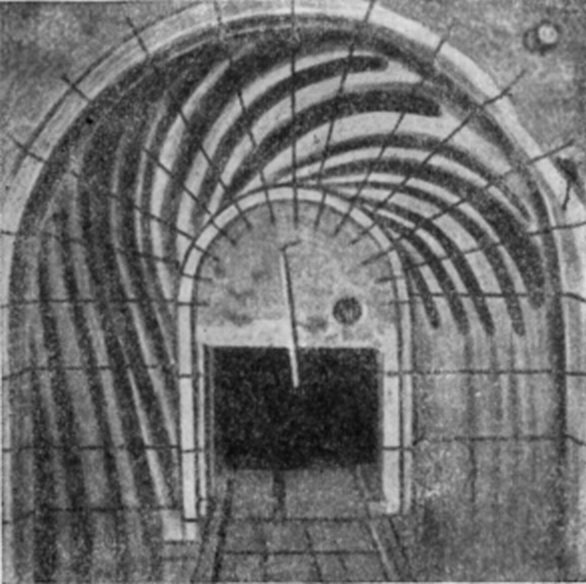
Visualització del flux secundari en el model de corba del riu (A.Ya.Milovich, 1913, flux de dreta a esquerre). Els fluxos propers al fons estan marcats amb un colorant injectat per una pipeta.

La paradoxa de les fulles de te és un fenomen en què les fulles de te en una tassa de te giren cap al centre i la part inferior de la tassa després de ser agitades en lloc de ser forçades a les vores de la tassa, com s'esperaria en una centrífuga en espiral. L'explicació física correcta de la paradoxa va ser donada per primera vegada per James Thomson el 1857. Va connectar correctament l'aparició del flux secundari (tant a l'atmosfera terrestre com a la tassa de te) amb ″fricció al fons″. Boussinesq va tractar teòricament la formació de fluxos secundaris en un canal anular ja el 1868. El 1913 A. Ya. Milovich va investigar experimentalment la migració de partícules de fons a fluxos de revolt. La solució va venir per primera vegada d'Albert Einstein en un document de 1926 en què va explicar l'erosió dels bancs als rius, i va rebutjar la llei de Baer.

## Explicació
L'agitació del líquid provoca un esquema de flux en espiral per acció centrífuga. Com a tal, la previsió és que les fulles de te, per la seva massa, es desplacin fins a la vora de la tassa. No obstant això, la fricció entre l'aigua en moviment i la tassa augmenta la pressió de l'aigua, donant lloc a una capa límit d'alta pressió. Aquest augment de pressió s'estén cap a dins i supera la massa d'inèrcia de les fulles de te, que es desplacen cap a l'exterior per acció centrífuga. Per tant, la fricció produeix una força centrípeta sobre la massa de les fulles de te.
Aquesta capa de límit fa que hi hagi un esquema de flux secundari, que en definitiva es tradueix en una espiral. L'esquema de flux principal, causat per l'agitació, empeny l'aigua cap a fora i cap a la vora de la tassa. A continuació, sota pressió creixent, l'aigua es desplaça cap a baix, cap a dins i després cap amunt, cap al centre (vegeu l'esquema). D'aquesta manera, l'esquema de flux secundari exerceix una força interior sobre la massa de les fulles de te (que supera la seva massa), que conté efectivament la seva tendència exterior, i provoca la paradoxa observable.
Per cert, el moviment circular de l'aigua és més lent a la part inferior de la tassa que a la part superior, perquè la superfície de fricció a la part inferior és més gran. Aquesta diferència ‘retorça’ el cos mòbil d'aigua en una espiral.

## Aplicacions
El fenomen ha estat usat per desenvolupar una tècnica nova per separar glòbuls vermells del plasma sanguini, per entendre els sistemes de pressió atmosfèrica, i en el procés de fer cervesa per separar el trobo coagulat en el remolí.